# 7. évezred
| Évezredek i.e. | 10. | 9. | 8. | 7. | 6. | 5. | 4. | 3. | 2. | 1. | Időszámítás kezdete | 1. | 2. | 3. | 4. | 5. | 6. | 7. | 8. | 9. | 10. | Évezredek i.sz. |

A 7. évezred ciklusa 6001. január 1-jén kezdődik, és 7000. december 31-éig tart.

## Csillagászati előrejelzések
6512- A 2012 VP113 kisbolygó megteszi a felfedezésétől számított  első teljes körét

## Események
- 6939 - a Westinghouse időkapszulák tervezett kinyitása.